# Astochia grisea
Astochia grisea là một loài ruồi trong họ Asilidae. Astochia grisea được Wiedemann miêu tả năm 1821. Loài này phân bố ở miền Ấn Độ - Mã Lai.